# Дзвіниця церкви Різдва Пресвятої Богородиці (Долина)
Дзвіниця ще з часів існування дерев'яної церкви (1648р.). Вона дерев'яна, квадратна в плані, розміром 6,2 на 5,7 м, двох-ярусна - четверик на четверику, накрита наметовим дахом. Перший ярус зрубний, на рівні піддашшя переходить у рівноширокий, другий ярус — каркасний. Нижня частина цього яруса вертикально обшальована дошками, верхня - відкрита з усіх боків галерея. Піддашшя і намет покриті оцинкованою бляхою. З західного боку до дзвіниці прибудована кладова шириною 2,9 м. Дзвіниця взята на облік, як пам'ятка архітектури, але належного догляду і збереження не має.
Використана література:
1.     Архітектурна пам’ятка початку ХХ століття Храм Різдва Пресвятої Богородиці у місті Долина // Скрижалі пам’яті / авт. ідеї О. Федоришин. – Долина ; [Брошнів], 2016. – С. 16.
2.     Бугрій С. Вільне королівське місто Долина : фотоальбом / Світлана Бугрій ; текст Ростислав Кос. – Дрогобич, 2007. – С. 33.
3.      Козій Р. Церква Різдва Пресвятої Богородиці / Роман Козій // Історія Долини. – Долина, 2015. – С. 196 ; З історії Долини : зб. іст.- краєзн. ст. – Вип. 1. – Долина, 2009. – С. 13.
4.     Церква Різдва Пресвятої Богородиці // Борис М. Обереги нашої спадщини / Михайло Борис. – Долина, 2006. – С. 51.